# Rincon (Bonaire)
Rincon ist ein Ort auf der Insel Bonaire in den Karibischen Niederlanden.

## Geschichte
Rincon ist die älteste Siedlung der Insel. Sie wurde 1527 von Spaniern gegründet. Der spanische Ortsname (spanisch rincón) bedeutet „Ecke“, „Winkel“. Denn durch ihre Lage in einem fruchtbaren Tal zwischen den Hügeln im Norden der Insel war die Siedlung von See aus nicht sichtbar und dadurch vor Piraten geschützt. Die nach Bonaire importierten Sklaven wurden in Rincon angesiedelt. 1863 wurde die Sklaverei abgeschafft. Viele der Einwohner Rincons sind Nachfahren der Sklaven.

## Kultur
Jährliche Feste sind unter anderem Simadan (Erntedankfest) und der Dia di Rincon (30. April).

## Verwaltung
Rincon gliedert sich in zwei Ortsteile (niederländisch buurt ‚Stadtviertel‘):
| Ortsteil     | Einwohnerzahl 2011 | Einwohnerzahl 2017 |
| ------------ | ------------------ | ------------------ |
| Rincon Noord | 0833               | 0859               |
| Rincon Zuid  | 1008               | 1016               |
| gesamt       | 1841               | 1875               |